# О’Грэйди, Стюарт
Стюарт О’Грэйди (англ. Stuart O'Grady, 6 августа 1973 года, Аделаида, Австралия) — австралийский профессиональный трековый и шоссейный велогонщик. Олимпийский чемпион 2004 года в мэдисоне, обладатель серебряной олимпийской медали 1992 года в командной гонке преследования и двух бронзовой олимпийских медалей 1996 года в командной гонке преследования и гонке по очкам.

## Биография
Родился в семье велогонщиков. Отец представлял штат Южная Австралия в шоссейных и трековых видах. Дядя выступал за сборную Австралии на Летних Олимпийских играх 1964 года. Стюарт начал заниматься велотрековыми гонками и, впоследствии, отбирался в трековую национальную сборную на Летние Олимпийские игры 1992, 1996, 2000 и 2004 годов.
В 1995 году заключил контракт с профессиональной шоссейной командой GAN по рекомендации Криса Бордмана, хотевшего иметь англоязычного соседа по комнате. В 1998 году выиграл первый этап Тур де Франс и удерживал жёлтую майку в течение 3 дней, а также финишировал вторым в очковой классификации после Эрика Цабеля. В 2001 году выиграл командную гонку на время, вновь смог выйти в лидеры Тура и удерживать майку уже 5 дней; лидировал с очковой классификации до последнего этапа, но в итоге уступил тому же Цабелю. За эти достижения был удостоен званий «Австралийский велосипедист года» и «Австралийский шоссейный велосипедист года» в 1998 и 2001 годах.
В 2004 году перешёл в Cofidis, в составе которого выиграл 2 этапа и очковую классификацию Критериума Дофине Либере. На Тур де Франс 2004 выиграл этап и несколько дней удерживал зелёную майку. В том же году одержал победу на гонке Мирового шоссейного кубка UCI HEW Cyclassics. Главным достижением 2004 года для Стюарта О’Грейди стало олимпийское золото в мэдисоне в паре с Грэмом Брауном.
В 2005 году снова финишировал вторым в очковой классификации Тур де Франс в след за Туром Хусховдом. По окончании сезона подписал контракт с командой Бьярне Рийса Team CSC. В 2006 году в начале сезона в Италии сломал несколько рёбер и получил травму позвоночника на Тур де Франс, однако смог завершить гонку. Включён в список «Лучший из лучших» Австралийского института спорта.
В 2007 году первым из австралийцев выиграл Париж — Рубе. 17 июля на 8 этапе Тур де Франс был вынужден сняться с многодневки после тяжёлого падения на спуске, в результате которого получил множественные травмы, в том числе, перелом восьми рёбер, правой ключицы, правой лопатки, трёх позвонков и прокол лёгкого.
В 2008 году во время гонки Милан — Сан-Ремо в результате завала в группе вновь получил прокол лёгкого, повторный перелом правой ключицы и ребра. В 2010 году Стюарт вместе с напарником по команде Фрэнком Шлеком были отстранены Бьярне Рийсом от участия в Вуэльте Испании за употребление алкоголя в день отдыха. В конце сезона 2011 года подписал контракт с профессиональной австралийской командой Orica GreenEDGE.
В 2012 году принял участие в шестой в карьере Олимпиаде в Лондоне.
В 2013 году Стюарт О’Грейди в составе Orica GreenEDGE одержал победу в командной гонке на время на юбилейном 100-м Тур де Франс, ставшем для него семнадцатым в карьере, и, тем самым, повторил рекорд американского велогонщика Джорджа Хинкепи по количеству участий в Тур де Франс.
23 июля 2013 года после окончания Тура Стюарт объявил о завершении спортивной карьеры, спустя день признался в употреблении допинга в течение двух недель перед Тур де Франс 1998, а ещё через день был исключён из Австралийской олимпийской комиссии спортсменов решением Олимпийского комитета Австралии.
Стюарт О’Грейди является членом клуба «Чемпионы за мир» монегасского общества «Мир и спорт», в который входят 54 знаменитых спортсмена.

## Спортивные достижения на треке
1992
- Олимпийские игры, Командная гонка преследования, 4000 м — 2-е место

1993
- Чемпионат Мира, Командная гонка преследования

1994
- Игры Содружества
  -  Командная гонка преследования — 1-е место
  -  Скрэтч, 10 миль — 1-е место
  -  Гонка по очкам — 2ое место
  -  Индивидуальная гонка преследования — 3-е место

1995
- Чемпионат Мира, Командная гонка преследования

1996
- Олимпийские игры
  -  Командная гонка преследования, 4000 м — 3-е место
  -  Гонка по очкам — 3-е место

2004
- Олимпийские игры, Мэдисон

## Спортивные достижения на шоссе
| 1996 - Вуэльта Мурсии — этап 3 1997 - Геральд Сан Тур — этапы 1, 6 и 8 - Тур Баварии — этап 5 - Каталонская велосипедная неделя — очковый зачёт 1998 - Тур Британии — этапы 2, 6 и генеральная классификация - Тур де Франс — этап 14 - Тур Люксембурга — этап 2 - Тур Пуату — Шаранта — этап 5 - Игры Содружества, индивидуальная гонка на время — 2-е место 1999 - Тур Даун Андер — этапы 3, 5 и генеральная классификация - Классика Харибо - Тур Британии — этап 5 2000 - Гран-при Миди-Либре — этап 3 2001 - Тур Даун Андер — генеральная классификация - Тур де Франс — этап 5 (ТТТ) - Золотая стрела 2002 - Игры Содружества, групповая гонка | 2003 - Чемпионат Австралии в групповой гонке - Тур Лангкави — этапы 6 и 8 - Тур де Франс — классификация столетия 2004 - HEW Cyclassics - Критериум Дофине — этапы 5 и 7 - Гран-при Вилле-Котре - Тур де Франс — этап 5 - Тур Дании — этап 1 - Винер Радфест 2006 - Вуэльта Испании — этап 1 (ТТТ) - Тур Дании — очковая классификация, 2-е место в общем зачёте 2007 - Париж — Рубе 2008 - Геральд Сан Тур — этапы 2, 5 и генеральная классификация 2011 - Вуэльта Испании — этап 1 (ТТТ) 2012 - Тиррено — Адриатико — этап 1 (ТТТ) 2013 - Тур де Франс — этап 4 (ТТТ) |

## Статистика выступлений наГранд Турах
| Grand Tour | 1997 | 1998 | 1999 | 2000 | 2001 | 2002 | 2003 | 2004 | 2005 | 2006 | 2007 | 2008 | 2009 | 2010 | 2011 | 2012 | 2013 |
| ---------- | ---- | ---- | ---- | ---- | ---- | ---- | ---- | ---- | ---- | ---- | ---- | ---- | ---- | ---- | ---- | ---- | ---- |
| Джиро      | -    | -    | -    | -    | -    | -    | -    | -    | сход | -    | -    | сход | -    | -    | -    | -    | -    |
| Тур        | 109  | 54   | 94   | сход | 54   | 77   | 90   | 61   | 77   | 91   | сход | 109  | 124  | 149  | 78   | 97   | 161  |
| Вуэльта    | -    | -    | -    | -    | -    | -    | -    | сход | -    | 65   | -    | -    | сход | сход | 93   | -    | -    |